# Bourth
Bourth é uma comuna francesa localizada na região administrativa da Normandia, no departamento de Eure. Estende-se por uma área de 18,67 km². Em 2010 a comuna tinha 1 264 habitantes (densidade: 67,7 hab./km²).